# Модем

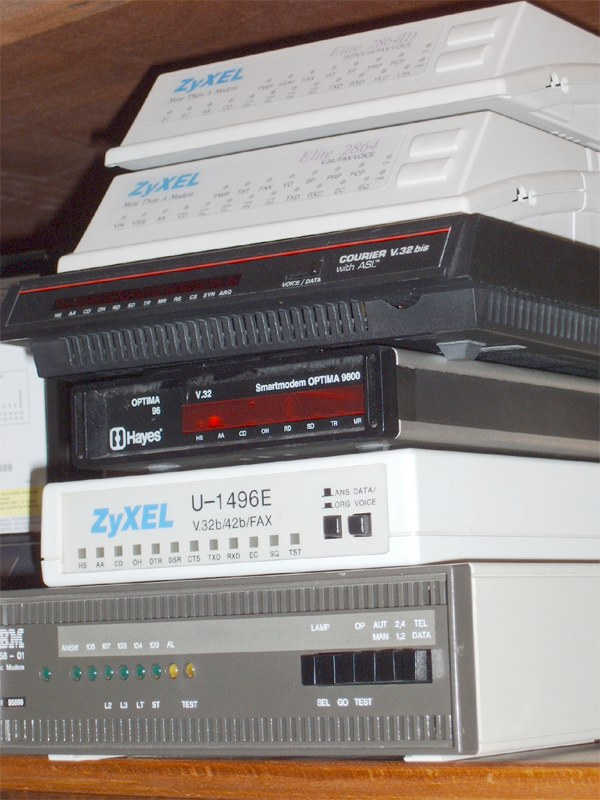
Внешние модемы различных марок

Моде́м (акроним, составленный из слов модулятор и демодулятор) — устройство, применяющееся в системах связи для физического сопряжения информационного сигнала со средой его распространения, где он не может существовать без адаптации.
Модулятор в модеме осуществляет модуляцию (что является основным отличием модема от роутера — тот модуляции и демодуляции не осуществляет, если не имеет встроенного модема) несущего сигнала при передаче данных, то есть изменяет его характеристики в соответствии с изменениями входного информационного сигнала, демодулятор осуществляет обратный процесс при приёме данных из канала связи. Модем выполняет функцию оконечного оборудования линии связи. Само формирование данных для передачи и обработки принимаемых данных осуществляет т. н. терминальное оборудование (в его роли может выступать и персональный компьютер).
Модемы широко применяются для связи компьютеров через телефонную сеть (телефонный модем), кабельную сеть (кабельный модем), радиоволны (пакетная радиосвязь, радиорелейная связь). Ранее модемы применялись также в сотовых телефонах (пока не были вытеснены цифровыми способами передачи данных).

## История

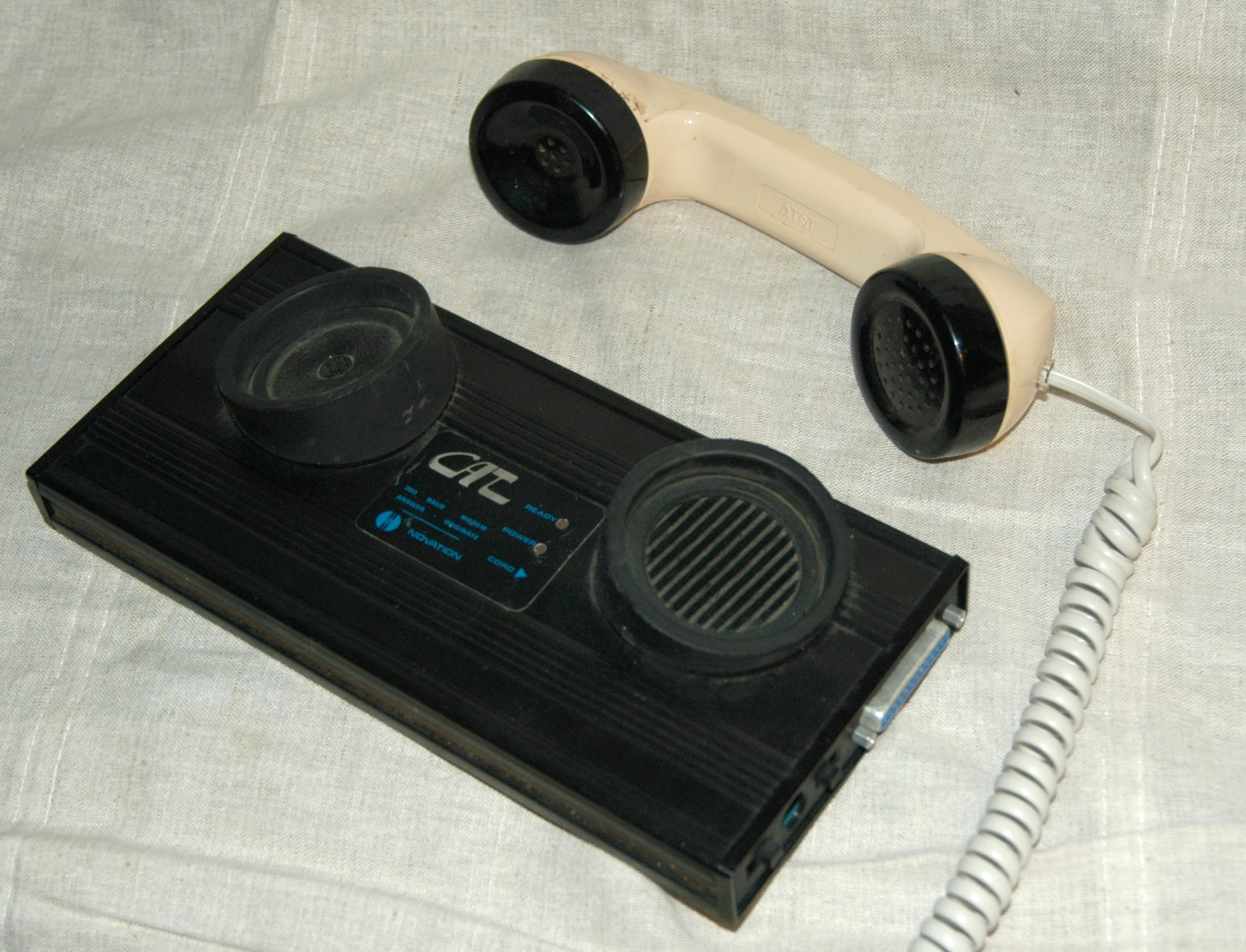
Акустический модем

Компания AT&T Dataphone Modems в Соединённых Штатах Америки была частью SAGE (системы ПВО) в 1950-х годах. Она соединяла терминалы на различных воздушных базах, радарах и контрольных центрах с командными центрами SAGE, разбросанными по США и Канаде. SAGE использовала выделенные линии связи, но устройства на каждом конце этих линий были такими же по принципу действия, как и современные модемы.
Первым модемом для персональных компьютеров стало устройство Micromodem II для персонального компьютера Apple II, выпущенное в 1979 году компанией Hayes Microcomputer Products. Модем стоил 380 долл. и работал со скоростью 110/300 бит/с.
В 1981 году фирма Hayes выпустила модем Smartmodem 300 бит/с, система команд которого (Hayes-команды) стала стандартом де-факто в отрасли.

## Виды компьютерных модемов

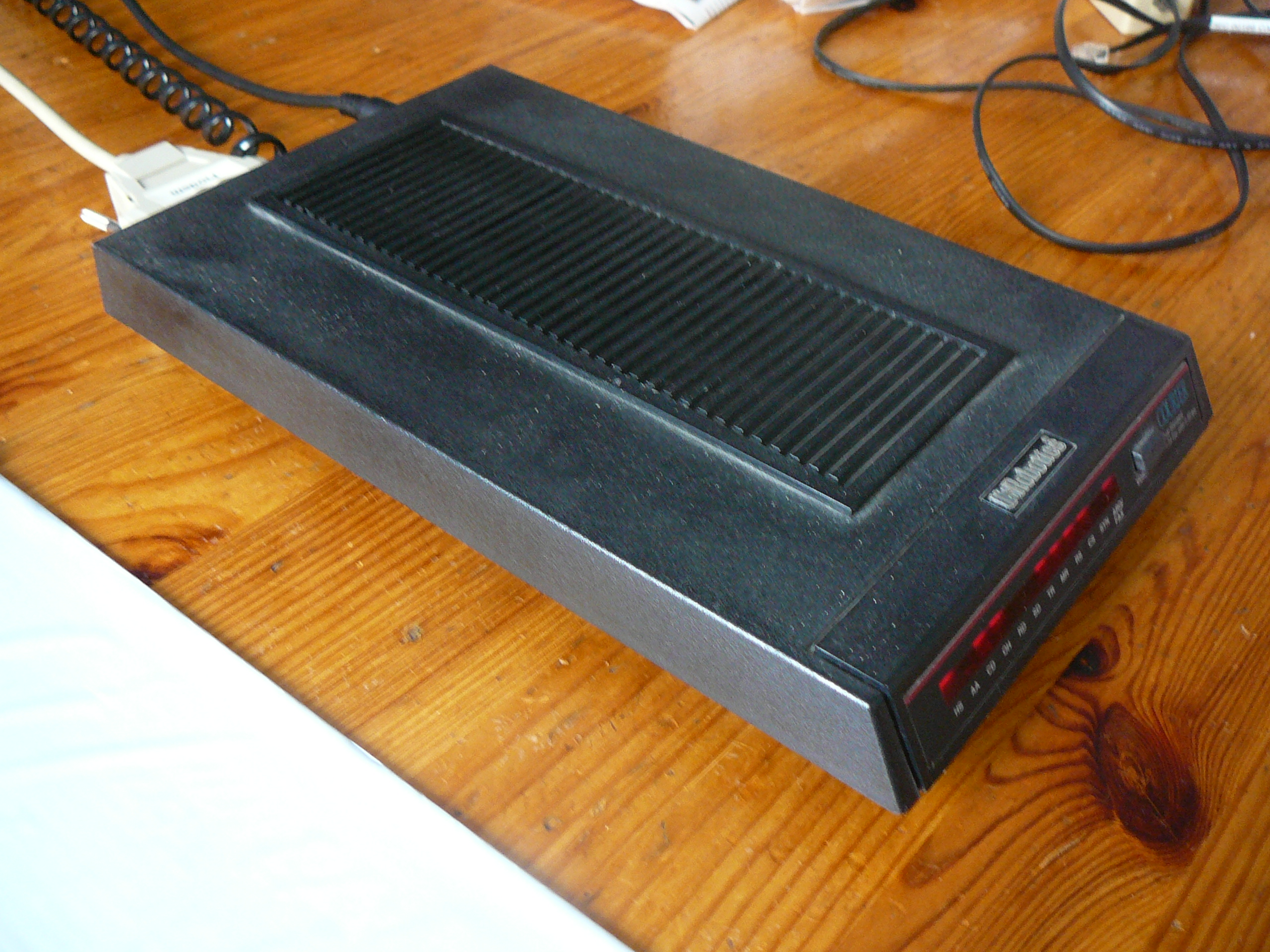
Внешний модем U.S. Robotics Courier V34

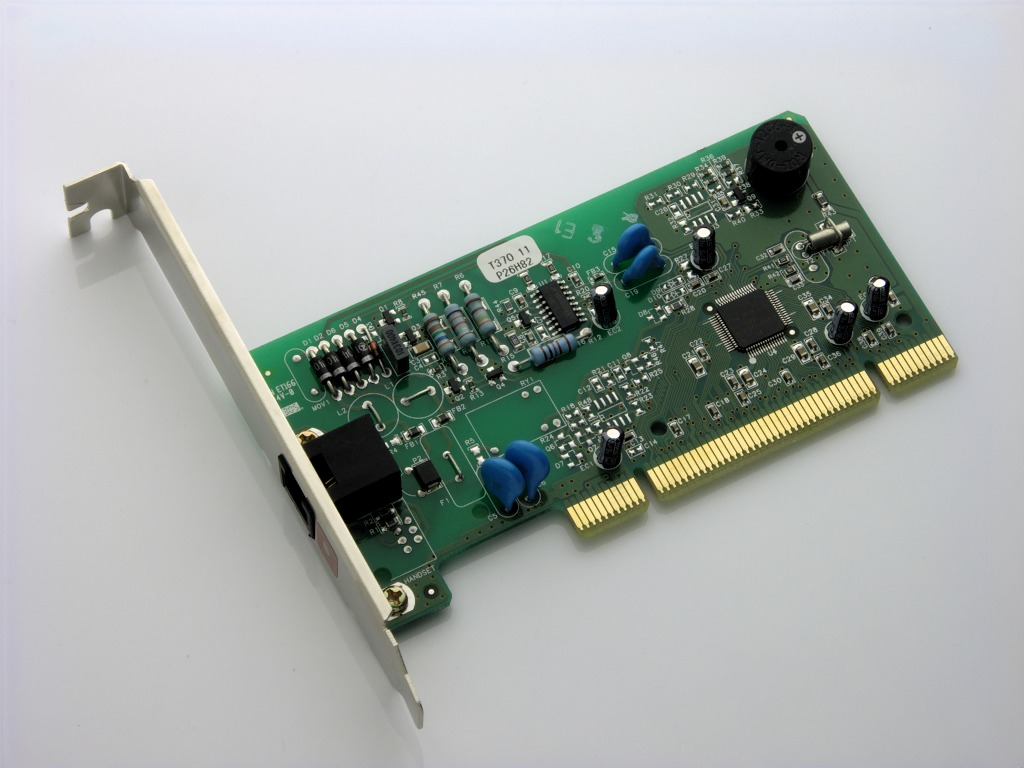
Внутренний модем для шины PCI

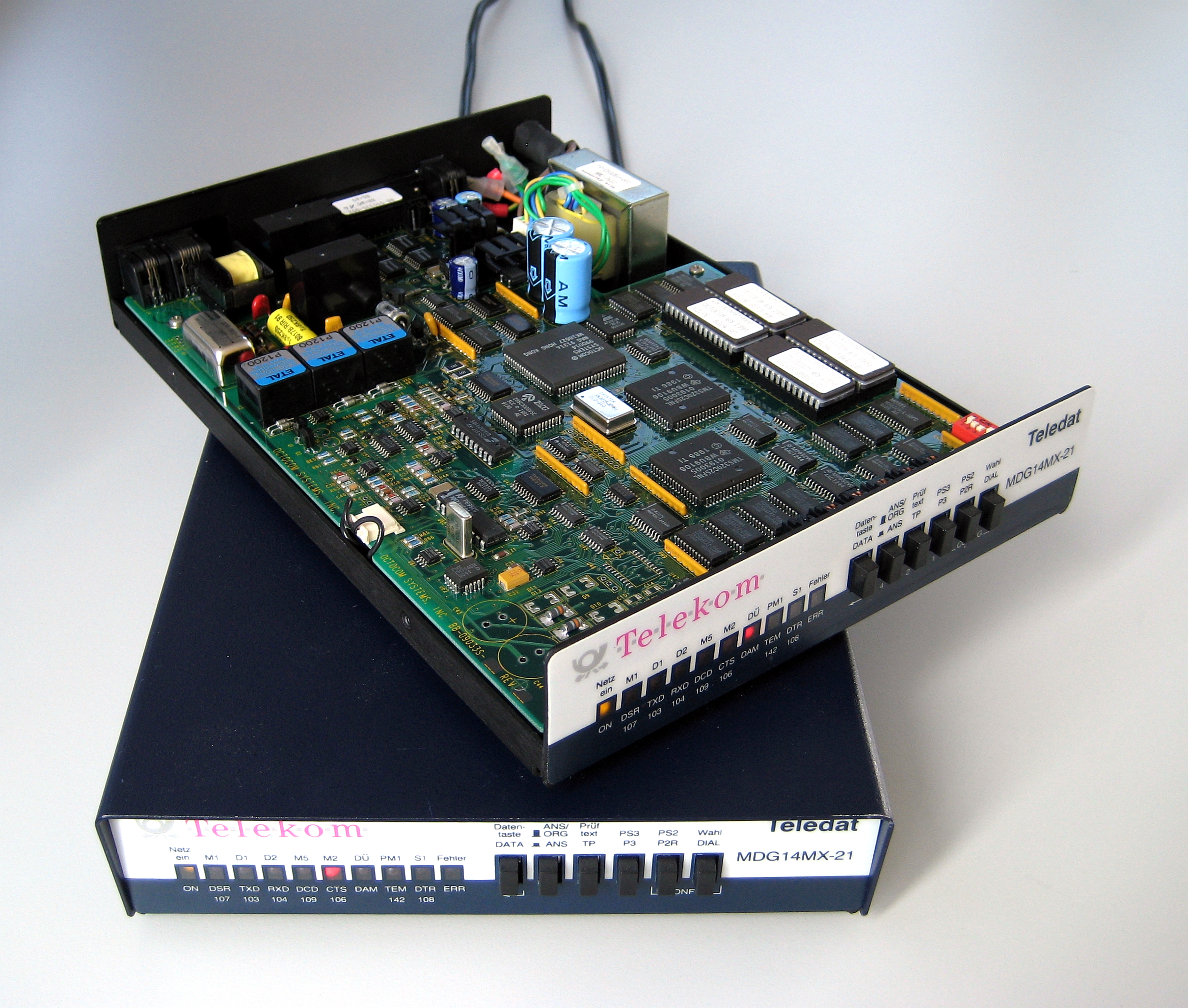
Аппаратный модем промышленного класса

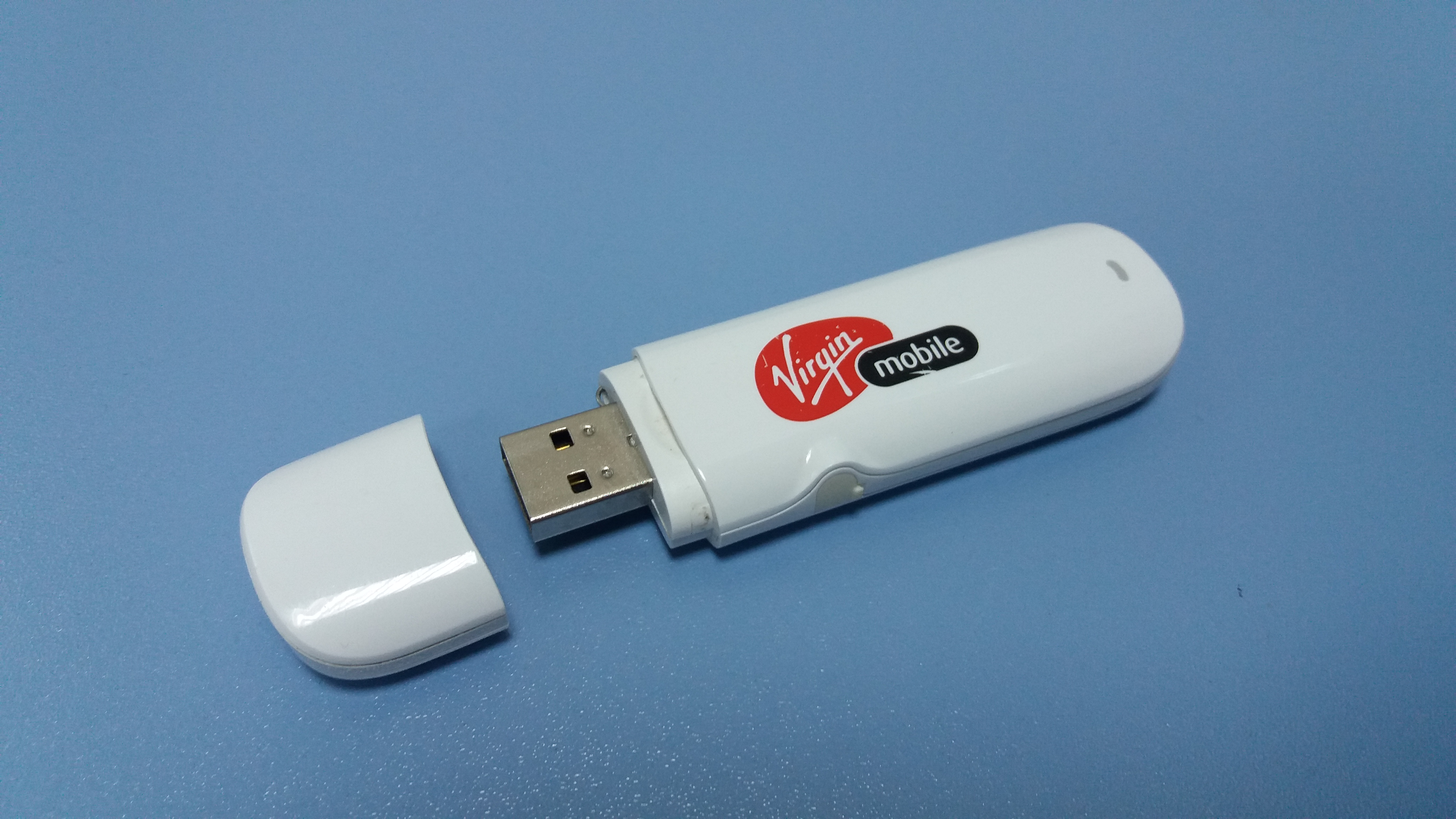
Беспроводный USB-модем

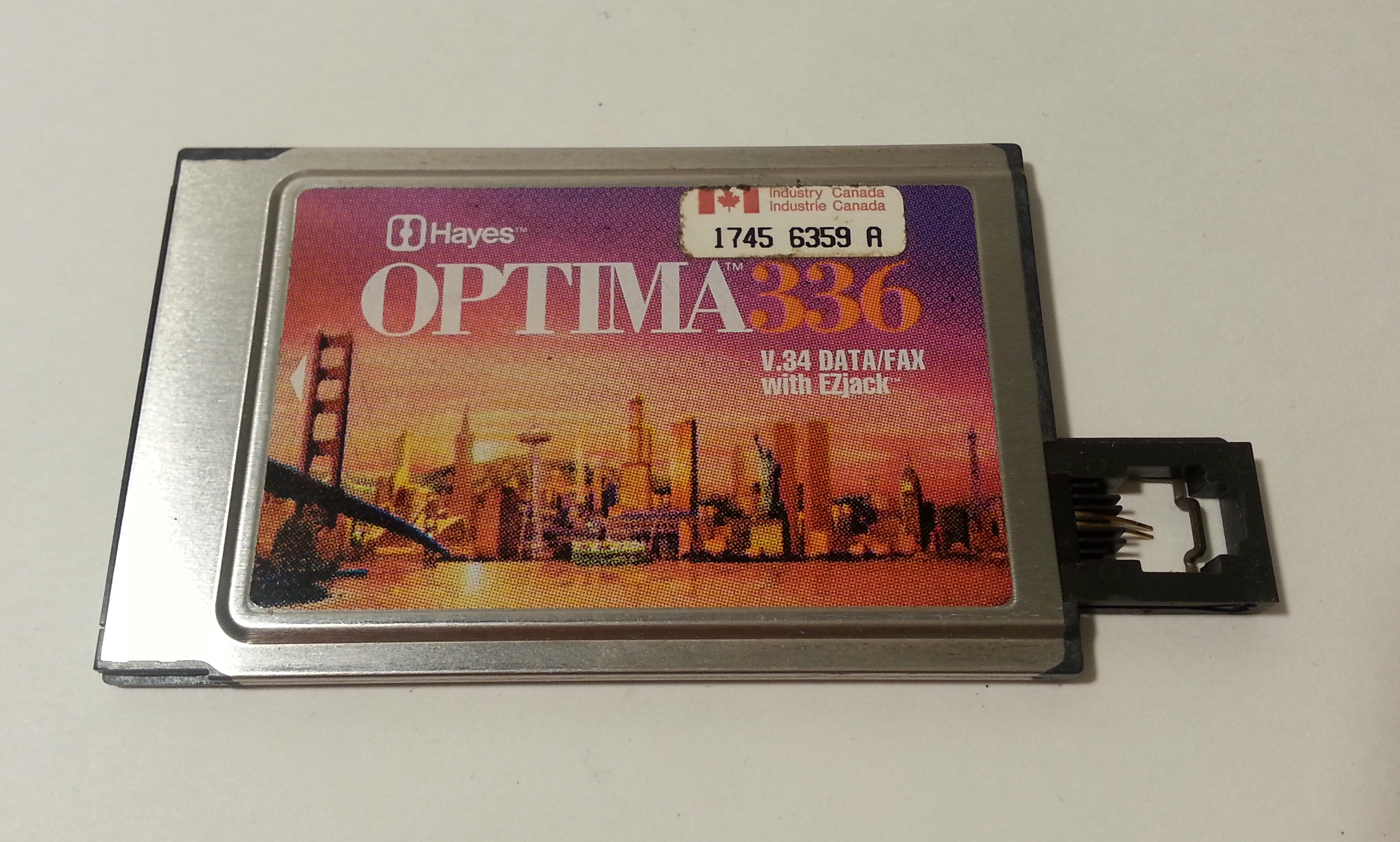
Карта-модем для ноутбука стандарта PC CARD

Модемы различаются по исполнению (внешние или внутренние), по принципу работы (аппаратные или программные), по типу сети, к которой производится подключение, а также по поддерживаемым протоколам передачи данных.
Наибольшее распространение получили внутренние программные, внешние аппаратные и встроенные модемы.

### По исполнению
- внешние — подключаются через COM-, LPT-, USB- или Ethernet-порт, обычно имеют отдельный блок питания (существуют и USB-модемы с питанием от шины USB).
- внутренние — дополнительно устанавливаются внутрь системного блока или ноутбука (в слот ISA, PCI, PCI-E, PCMCIA, AMR/CNR).
- встроенные — являются частью устройства, куда встроены (материнской платы, ноутбука или док-станции).

### По принципу работы
- аппаратные — все операции преобразования сигнала, поддержка физических протоколов обмена производятся встроенным в модем вычислителем (например, с использованием DSP или микроконтроллера). Также в аппаратном модеме присутствует ПЗУ, в котором записана микропрограмма, управляющая модемом.
- модемы без ПЗУ — работают полностью аппаратно, однако в начале работы драйвер должен загрузить микропрограмму в модем.[2]
- полупрограммные (модем с упрощённым контроллером, controller based soft-modem) — модемы, в которых часть функций модема выполняет компьютер, к которому подключён модем. Например, модуляцией и демодуляцией занимается аппаратура модема, а поддержкой высокоуровневых протоколов — драйвер.[2]
- программные (софт-модемы, модемы без контроллера, host based soft-modem) — все операции по кодированию сигнала, контролю ошибок и управлению протоколами реализованы программно и производятся центральным процессором компьютера. В модеме находятся только входные/выходные аналоговые цепи и его значение и преобразователи (ЦАП и АЦП), а также контроллер интерфейса (например, USB).[2]

### По типу сети и соединения
- Модемы для телефонных линий:
  - Модемы для коммутируемых телефонных линий — наиболее распространённый в XX веке и 2000-х годах тип модемов. Используют коммутируемый удалённый доступ.
  - ISDN — модемы для цифровых коммутируемых телефонных линий.
  - DSL — используются для организации выделенных (некоммутируемых) линий средствами обычной телефонной сети. Отличаются от коммутируемых модемов тем, что используют другой частотный диапазон, а также тем, что по телефонным линиям сигнал передаётся только до АТС. Обычно позволяют одновременно с обменом данными осуществлять использование телефонной линии для переговоров.
- Кабельные модемы — используются для обмена данными по специализированным кабелям — к примеру, через кабель коллективного телевидения по протоколу DOCSIS.
- Радиомодемы — работают в радиодиапазоне, используют собственные наборы частот и протоколы:
  - Беспроводные модемы — работают по протоколам сотовой связи (GPRS, EDGE, 3G, LTE) или Wi-Fi. Часто имеют исполнения в виде USB-брелока. В качестве таких модемов также часто используют терминалы мобильной связи.
  - Спутниковые модемы — используются для передачи данных через радиоканал с ретрансляцией через искусственные спутники Земли.
- PowerLine-модемы (стандарт HomePlug) — используют технологию передачи данных по проводам бытовой электрической сети.

## Устройство

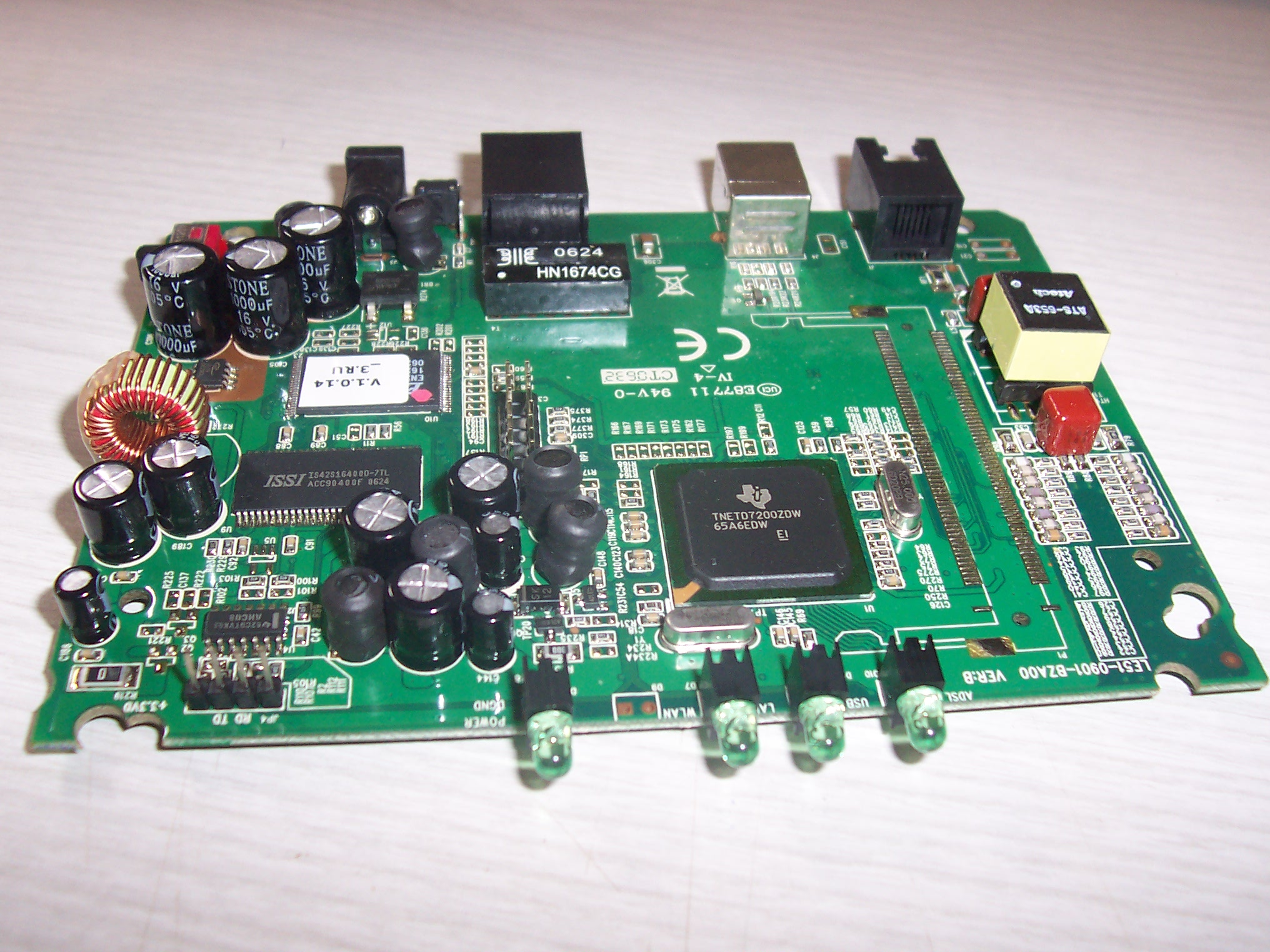
Плата модема Acorp Sprinter@ADSL LAN120M

1. Порты ввода-вывода — схемы, предназначенные для обмена данными между телефонной линией и модемом с одной стороны, и модемом и компьютером — с другой. Для взаимодействия с аналоговой телефонной линией зачастую используется трансформатор.
2. Сигнальный процессор (Digital Signal Processor, DSP) Обычно модулирует исходящие сигналы и демодулирует входящие на цифровом уровне в соответствии с используемым протоколом передачи данных. Может также выполнять другие функции.
3. Контроллер управляет обменом с компьютером.
4. Микросхемы памяти:
  - ROM — энергонезависимая память, в которой хранится микропрограмма управления модемом — прошивка, которая включает в себя наборы команд и данных для управления модемом, все поддерживаемые коммуникационные протоколы и интерфейс с компьютером. Обновление прошивки модема доступно в большинстве современных моделей, для чего служит специальная процедура, описанная в руководстве пользователя. Для обеспечения возможности перепрошивки для хранения микропрограмм применяется флэш-память (EEPROM). Флэш-память позволяет легко обновлять микропрограмму модема, исправляя ошибки разработчиков и расширяя возможности устройства. В некоторых моделях внешних модемов она так же используется для записи входящих голосовых и факсимильных сообщений при выключенном компьютере.
  - NVRAM — энергонезависимая электрически перепрограммируемая память, в которой хранятся настройки модема (профиль модема)[3]. Пользователь может изменять установки, например, используя набор AT-команд.
  - RAM — оперативная память модема, используется для буферизации принимаемых и передаваемых данных, работы алгоритмов сжатия и прочего.

## Дополнительные функции
Факс-модем — позволяет компьютеру, к которому он присоединён, принимать и передавать факсимильные изображения, как в чёрно-белом, так и в цветном виде, на другой факс-модем или обычный факс-аппарат.
Голосовой модем — с функцией оцифровки сигнала с телефонной линии и воспроизведения произвольного звука в линию. Часть голосовых модемов имеет встроенный микрофон.
Такой модем позволяет осуществить:
- передачу голосовых сообщений в режиме реального времени на другой удалённый голосовой модем, приём сообщений от него и воспроизведение их через внутренний динамик;
- использование в режиме автоответчика и для организации голосовой почты.